# Unzeitgemäße Betrachtungen

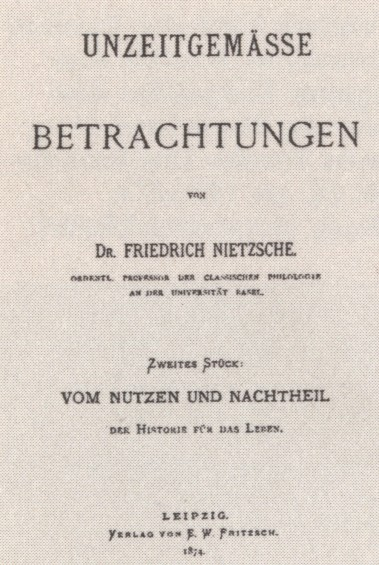
Titel der Erstausgabe 1874

Die Unzeitgemäßen Betrachtungen bestehen aus vier Abhandlungen von Friedrich Nietzsche, die zwischen 1873 und 1876 erschienen: Erstes Stück: David Strauss, der Bekenner und der Schriftsteller, 1873; Zweites Stück: Vom Nutzen und Nachteil der Historie für das Leben, 1874; Drittes Stück: Schopenhauer als Erzieher, 1874; Viertes Stück: Richard Wagner in Bayreuth, 1876. Nietzsche hatte zunächst vor, den Unzeitgemäßen Betrachtungen die ganzen 30er Jahre seines Lebens zu widmen. In seinen Plänen tauchen bis zu 13 Arbeitstitel auf mit Themen wie „Staat“, „Religion“, „Naturwissenschaft“, „Arbeit und Eigentum“ und „Wir Philologen“. Realisiert wurden nur vier der Betrachtungen.

## Inhalt der vier Unzeitgemäßen Betrachtungen

### Erstes Stück: David Strauß, der Bekenner und der Schriftsteller
Die Schrift ist eine Polemik gegen den „Bildungsphilister“ David Friedrich Strauß, den Nietzsche mit derben Worten zu verhöhnen sucht. Nietzsche lehnt die sich gegen Schopenhauer wendende säkularisierte Frömmigkeit von Strauß ab und unterstellt ihm ein parasitäres Verhältnis zu den deutschen Klassikern. Strauß bediene sich einer korrupten deutschen Sprache, und so übt Nietzsche denn auch Sprachkritik im Stile Schopenhauers.
Das Gelegenheitswerk, das 1873 erschien, war ein gesellschaftlicher Skandal, nicht zuletzt wegen des Gebrauchs des Kampfbegriffes „Bildungsphilister“. Der so bezeichnete David Strauß hatte mit seiner bibelkritischen Untersuchung Das Leben Jesu um 1835 einen gesellschaftlichen Skandal ausgelöst und wurde in späteren Jahren zunehmend zu einem angesehenen Vertreter einer materialistisch beeinflussten Geistesrichtung.

### Zweites Stück: Vom Nutzen und Nachteil der Historie für das Leben
Das Zweite Stück ist eine Kritik an der Geschichtswissenschaft seiner Zeit, oder besser an dem falschen Verhältnis, das man zu ihr aufgebaut und tradiert habe. Nietzsche ist durchaus der Meinung, dass von der historischen Betrachtung etwas Heilsames ausgehen könnte, wenn das Verhältnis denn ein richtiges wäre, aber er bescheinigt seiner Zeit eine kolossale Überbewertung alles Historischen und der historischen Bildung überhaupt. Nietzsche ist also nicht nur der Meinung, dass man die Historie völlig falsch versteht, sondern auch, dass sie bei Weitem überbewertet wird.
Der Text, den Nietzsche 1874 veröffentlichte, hatte eine sehr große Wirkungsgeschichte, die über die Philosophie weit hinausreicht; bis heute spielt er eine wesentliche Rolle in kontroversen Diskursen von Philosophen, Historikern und Kulturwissenschaftlern. Daher gilt die Schrift Vom Nutzen und Nachteil der Historie für das Leben als die mit Abstand wirkmächtigste der vier Unzeitgemäßen Betrachtungen.

### Drittes Stück: Schopenhauer als Erzieher
Diese dritte, 1874 erschienene Unzeitgemäße Betrachtung ist eine Hommage an Nietzsches philosophischen Lehrer Arthur Schopenhauer, in dem Nietzsche einen Erzieher erkennt und anerkennt. Einen Erzieher nennt Nietzsche jene großen Menschen und Genies, die helfen, die Menschen von äußeren und äußerlichen Nebensächlichkeiten und Identitäten zu befreien und zu sich selbst zu finden. Was Nietzsche an Schopenhauer besonders schätzt, ist dessen Wahrhaftigkeit – auch im Leiden – und dessen Liebe zur Wahrheit. Im Spiegel dieser Wahrheitsliebe findet Nietzsche zu sich selbst.

### Viertes Stück: Richard Wagner in Bayreuth
Wagners Pläne zu den Festspielen in Bayreuth schienen 1874 zu scheitern und die erste Fassung von Richard Wagner in Bayreuth geht auf Gründe für Wagners mögliches Scheitern ein. Es sind überraschend kritische Befunde über Wagners moralische und künstlerische Eigenschaften, in denen Nietzsche zunächst den Grund für Wagners drohendes Scheitern erblickt. Als der Text 1875 fertig ist, verwirft Nietzsche ihn aber. Inzwischen waren die Bayreuther Festspiele für 1876 angesetzt und Nietzsche griff den Plan für die Unzeitgemäße Betrachtung wieder auf, jetzt aber als Würdigung von Wagners Lebensleistung im Moment des größten Erfolges. Und trotzdem offenbart der Text ernüchternde Einblicke in Wagners Natur: von Wagners Dilettantismus ist die Rede, aber auch von dessen schauspielerischem Unvermögen. Der Text ist über weite Strecken eine geschickte Collage von Wagnerzitaten, die versuchen, den alten revolutionären Geist von Wagner zu beschwören.
Wirkungsgeschichtlich blieb der Text, der 1876 erschien, hinter den beiden späteren Wagnerkritiken Der Fall Wagner und Nietzsche contra Wagner zurück.

## Ausgaben
Siehe Nietzsche-Ausgabe für allgemeine Informationen.
- Den vollständigen Text liefert die Kritische Studienausgabe (KSA) in Band 1. Der Band KSA 1 erscheint auch als Einzelband unter der ISBN 3-423-30151-1. Der zugehörige Apparat befindet sich im Kommentarband (KSA 14), S. 64–74.
- Es gibt (der KSA textkritisch unterlegene) Ausgaben aller Unzeitgemäßen Betrachtungen
  - im Goldmann Verlag mit Anmerkungen von Peter Pütz, ISBN 3-442-07638-2,
  - im Insel Verlag mit einem Nachwort von Ralph-Rainer Wuthenow, ISBN 3-458-32209-4.

## Kommentare
- Barbara Neymeyr: Kommentar zu Nietzsches Unzeitgemässen Betrachtungen. I. David Strauss der Bekenner und der Schriftsteller. II. Vom Nutzen und Nachtheil der Historie für das Leben (= Historischer und kritischer Kommentar zu Friedrich Nietzsches Werken. Band 1/2). De Gruyter, Berlin / Boston 2020, ISBN 978-3-11-028682-3. – XXV + 652 S.
- Barbara Neymeyr: Kommentar zu Nietzsches Unzeitgemässen Betrachtungen. III. Schopenhauer als Erzieher. IV. Richard Wagner in Bayreuth (= Historischer und kritischer Kommentar zu Friedrich Nietzsches Werken. Band 1/4). De Gruyter, Berlin / Boston 2020, ISBN 978-3-11-067789-8. – XXV + 652 S.